# Seth Putnam
Seth Edward Putnam (15 de Maio de 1968 - 11 de junho de 2011) foi um músico americano,  fundador, vocalista e guitarrista ocasional da banda de grindcore Anal Cunt. Ele era conhecido por seus vocais e agudos 'estridentes' e gritados que chocavam, ofendiam ou invocavam humor negro. Ao longo de sua carreira, Putnam também esteve envolvido em vários projetos paralelos, sendo estes Angry Hate, Impaled Northern Moonforest, Satan's Warriors, Shit Scum, Vaginal Jesus, e You're Fired, ainda tocou contra-baixo e fez vocais de apoio por dois anos (1986 - 1988) na banda de thrash metal Executioner.
Em outubro de 2004, Seth entrou em estado de coma por dois meses, devido a combinação de doses fortes de crack, cocaína, álcool e heroína. Após a saída do coma, estava debilitado nas áreas motoras e com dificuldades para raciocínios simples. Logo após submeteu-se a fisioterapia e estava consideravelmente recuperado, mas ainda com problemas psicológicos.
Seth Putnam foi encontrado morto vitima de ataque cardíaco no dia 11 de junho de 2011.

## Biografia

### Primeiros anos
Putnam nasceu em 15 de maio de 1968, em Newton, Massachusetts, filho de Edward R. Putnam e sua mãe Barbara Ann Donohue. Seus pais são divorciados. Seth foi casado com sua primeira esposa, Alison, de 1998 a 2001. Ele se casou com Julie, sua segunda esposa, em 2008. De 1986 a 1988, Putnam tocou baixo na banda de thrash metal Executioner.

### Personalidade
Apesar de seu humor ofensivo e estilo de vida turbulento, Putnam foi frequentemente descrito por fãs e colegas como uma pessoa calorosa, inteligente e sensível. Putnam se via como um comediante e usava a música como uma forma de se comunicar.

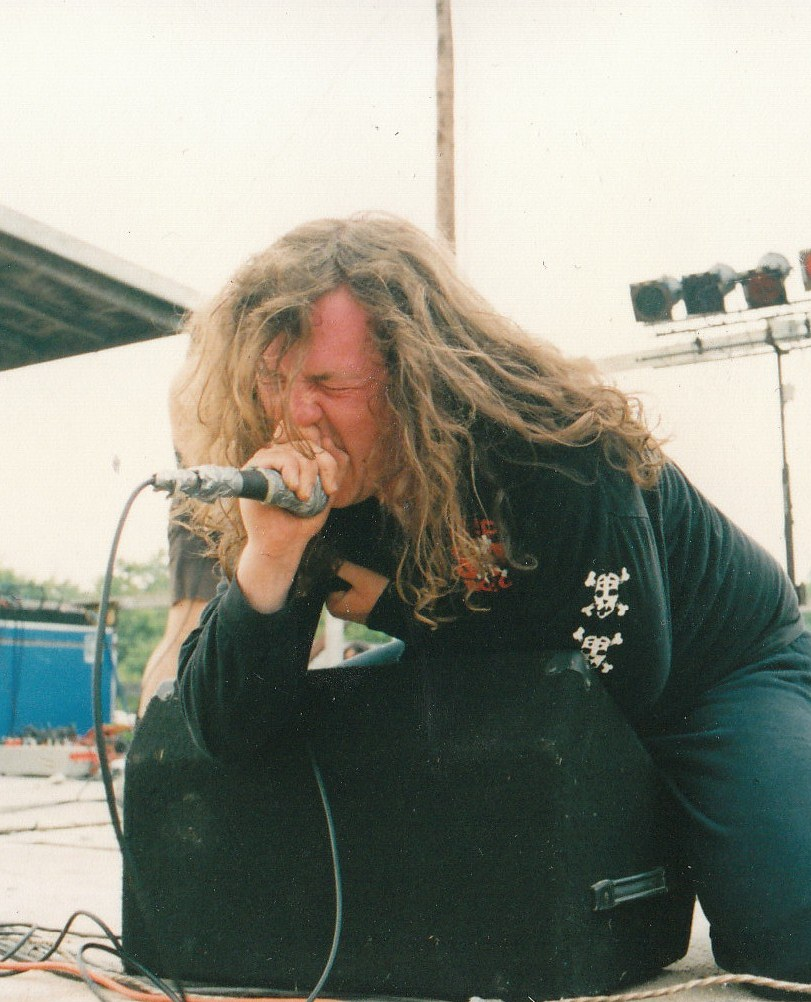
Seth Putnam se apresentando com Anal Cunt, em 1993

Na escola, colegas que conheciam Putnam o descreveram como inteligente e sério, mas desmotivado, apático e muitas vezes um aluno desmotivado. Putnam pulou uma série na escola e se tornou um estudante muito brilhante em comparação as outras crianças, dando aulas particulares a seus colegas. Em suas próprias palavras, Putnam costumava culpar as regras rigorosas das quais foi submetido por freiras de escolas católicas por ajudar a moldar sua personalidade cínica. Quando chegou ao ensino médio, ele perdeu o interesse em se destacar na educação, tornando-se mais preguiçoso e fracassado. Na época em que se formou na escola, Putnam havia deixado a religião católica na qual foi criado. Após a formatura, Putnam não demonstrou interesse em frequentar uma faculdade ou universidade.
O documentário de grindcore de 2018 Slave to the Grind  explora Putnam em detalhes, com seus colegas expressando a dualidade do seu comportamento: os ex-companheiros de banda Tim Morse e Scott Hull descrevem Putnam frequentemente sendo pessoal e relaxado, mas Hull também observa que ele costumava ser preso causando problemas nas ruas. O vocalista do Discordance Axis, Jon Chang, observa que ele foi muito próximo de Putnam por anos, mas o descreve como um "cara realmente perturbado" e um "pedaço de merda traidor no fim de sua vida". Chang também contou um incidente após um show quando Putman o apresentou sua mãe para Chang, o mesmo disse que no caso afastou a mãe de Seth do moshpit, fazendo com que Putnam se tornasse agressivo e ameaçasse Chang, para confusão de todos os presentes. Putnam também era amigo do líder da banda Pantera, Philip Anselmo.

### Overdose de drogas e coma
Em 12 de outubro de 2004, Putnam foi hospitalizado após ingerir um coquetel de crack, álcool, heroína e comprimidos para dormir Ambien suficientes para durante dois meses. Foi relatado que ele passou o dia anterior pensando em suicídio, embora as circunstâncias exatas em torno da overdose de drogas sejam vagas.
O álbum de 1997 do Anal Cunt, I Like It When You Die, continha a faixa "You're in a Coma". A reação de Putnam à ironia resultante de estar em coma foi publicada no Boston Phoenix: "Na verdade, descobri que estar em coma era tão gay quanto a música que escrevi nove anos atrás - estar em coma foi tão estúpido quanto eu escreveu que era." Anal Cunt continuou tocando a música durante os shows ao vivo após o incidente, com Putnam fazendo piadas com o público antes da música.

### Briga com Chris Barnes
Houve uma briga entre Putnam e o vocalista do Six Feet Under, Chris Barnes. De acordo com o site extinto de Putnam, ele havia importunado Barnes durante uma apresentação de Six Feet Under, levando a uma discussão entre os dois, terminando com os roadies (equipe técnica que acompanha uma banda em turnê) de Six Feet Under indo para de cima Putnam enquanto Barnes fugiu para seu ônibus de turnê e se escondeu lá. Putnam lançou a música "Chris Barnes Is a Pussy", como o nome já diz, ofendendo a Barnes como retaliação ao incidente. De acordo com Putnam em uma entrevista à Capital Chaos TV vários anos depois, a banda Six Feet Under fez o possível para evitar tocar na mesma cidade que Anal Cunt vários anos após o incidente. Putnam afirmou "Acho que ele (Chris Barnes) ainda tem medo de mim". Apesar da rivalidade, Putnam afirmou que "Murdered in the Basement" era sua música favorita do Six Feet Under.

## Morte
Em 12 de junho de 2011, Putnam morreu de suspeita de ataque cardíaco aos 43 anos.

O túmulo de Putnam está localizado dentro do cemitério de Newton em Newton, Massachusetts.